# Valea Izei și Dealul Solovan (sit SCI)
Valea Izei și Dealul Solovan este un sit de importanță comunitară (SCI) desemnat în scopul protejării biodiversității și menținerii într-o stare de conservare favorabilă a florei spontane și faunei sălbatice, precum și a habitatelor naturale de interes comunitar aflate în arealul zonei protejate. Acesta este situat în nordul României, pe teritoriile județelor Bistrița-Năsăud și Maramureș.

## Localizare
Aria naturală se află în partea central-nordică a județului Bistrița-Năsăud, pe teritoriile comunelor Romuli și Telciu; și cea sudică a județului Maramureș, pe teritoriile administrative al comunelor Bârsana, Bogdan Vodă, Botiza, Budești, Călinești, Dragomirești, Groșii Țibleșului, Șieu, Ieud, Lăpuș, Moisei, Oncești, Poienile Izei, Rozavlea, Săcel, Săliștea de Sus, Sighetu Marmației, Strâmtura și Vadu Izei Aceasta este străbătută de două drumuri naționale: DN18 (Baia Mare - Rona de Sus) și DN17C, care leagă municipiul Bistrița de orașul Vișeu de Sus.

## Înființare
Zona a fost declarată sit de importanță comunitară prin Ordinul Ministerului Mediului și Dezvoltării Durabile Nr.1964 din 13 decembrie 2007 (privind instituirea regimului de arie naturală protejată a siturilor de importanță comunitară, ca parte integrantă a rețelei ecologice europene Natura 2000 în România) și se întinde pe o suprafață de 46.937,9 hectare.

## Biodiversitate
Situl reprezintă o zonă naturală (păduri de foioase, păduri de conifere, păduri de amestec, păduri în tranziție, pajiști, pășuni, terenuri cultivate) încadrată în bioregiunea alpină și continentală a munților și Depresiunii Maramureșului; ce conservă habitate  natural de tip: Păduri dacice de fag (Symphyto-Fagion), Pajiști de altitudine joasă (Alopecurus pratensis Sanguisorba officinalis), Comunității de lizieră cu ierburi înalte higrofile de la nivelul câmpiilor, până la cel montan și alpin, Lacuri eutrofe naturale cu vegetație tip Magnopotamion sau Hydrocharition, Fânețe montane, Mlaștini turboase de tranziție și turbrii oscilante (nefixate de substrat), Păduri acidofile de Picea abies din regiunea montană (Vaccinio-Piceetea), Turbării active, Versanți stâncoși cu vegetație chasmofitică pe roci calcaroase și Zăvoaie cu Salix alba și Populus alba și protejază specii importante din fauna, ihtiofauna și flora Maramureșului. Situl include rezervațiile naturale: Arcer - Țibleș Bran, Peștera din Dealul Solovan și Peștera și izbucul Izvorul Albastru al Izei.

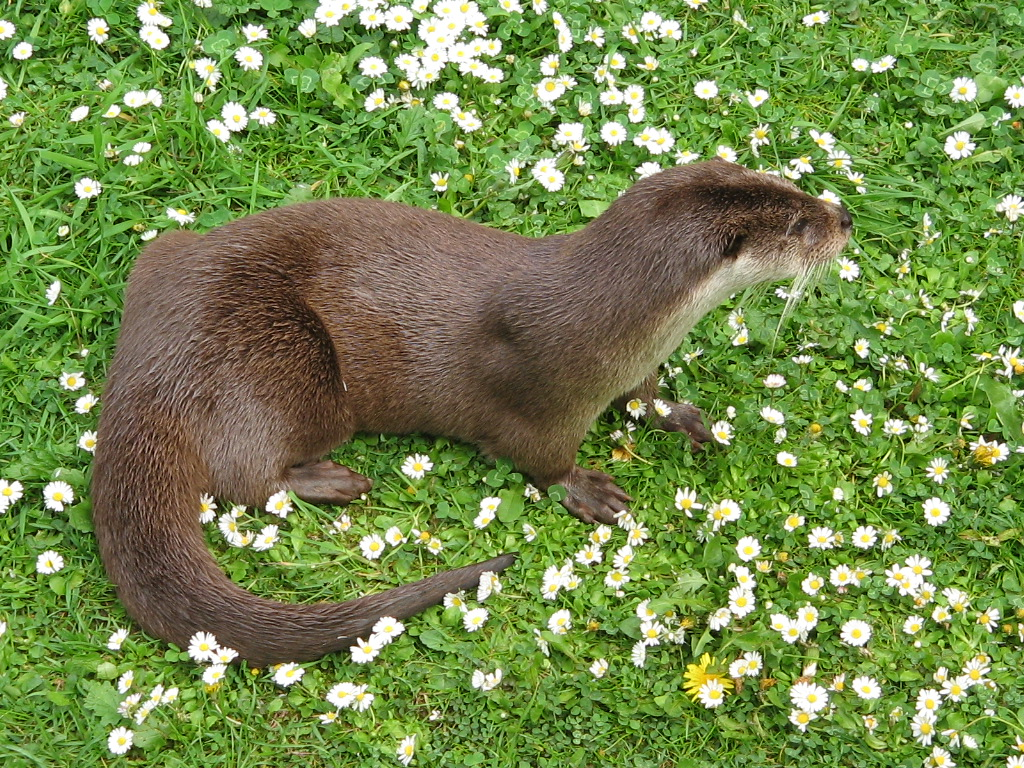
Vidră de râu (Lutra lutra)

La baza desemnării sitului se mai multe specii faunistice enumerate în anexa I-a a Directivei Consiliului European 92/43/CE din 22 mai 1992 (privind conservarea habitatelor naturale și a speciilor de faună și floră sălbatică); printre care două mamifere: ursul brun (Ursus arctos) și vidra de râu (Lutra lutra); doi amfibieni: ivorașul-cu-burta-galbenă (Bombina variegata) și tritonul cu creastă (Triturus cristatus); opt specii de pești: avat (Aspius aspius),  mreană vânătă (Barbus meridionalis), zglăvoacă (Cotus gobio), porcușor de vad (Gobio uranoscopus),  chișcar (Eudontomyzon danfordi), clean dungat (Leuciscus souffia), dunăriță (Sabanejewia aurata) și fusar (Zingel streber); precum și  nevertebrate: croitorul alpin (Rosalia alpina), cosașul transilvan (Pholidoptera transsylvanica), melcul cerenat bănățean (Chilostoma banaticum); precum și trei specii de cărăbuși (Carabus zawadzkii, Carabus hampei, Carabus variolosus).

## Căi de acces
- Drumul național DN18 pe ruta: Baia Mare - Baia SprieDesești - Giulești - Rona de Sus.
- Drumul național DN17C pe ruta: Bistrița - Năsăud - Coșbuc - Romuli - Vișeu de Sus.

## Monumente și atracții turistice
În vecinătatea sitului se află numeroase obiective (biserici de lemn, biserici de piatră, mănăstiri, muzee, ateliere meșteșugărești, arii naturale protejate) de interes istoric, cultural și turistic; astfel:

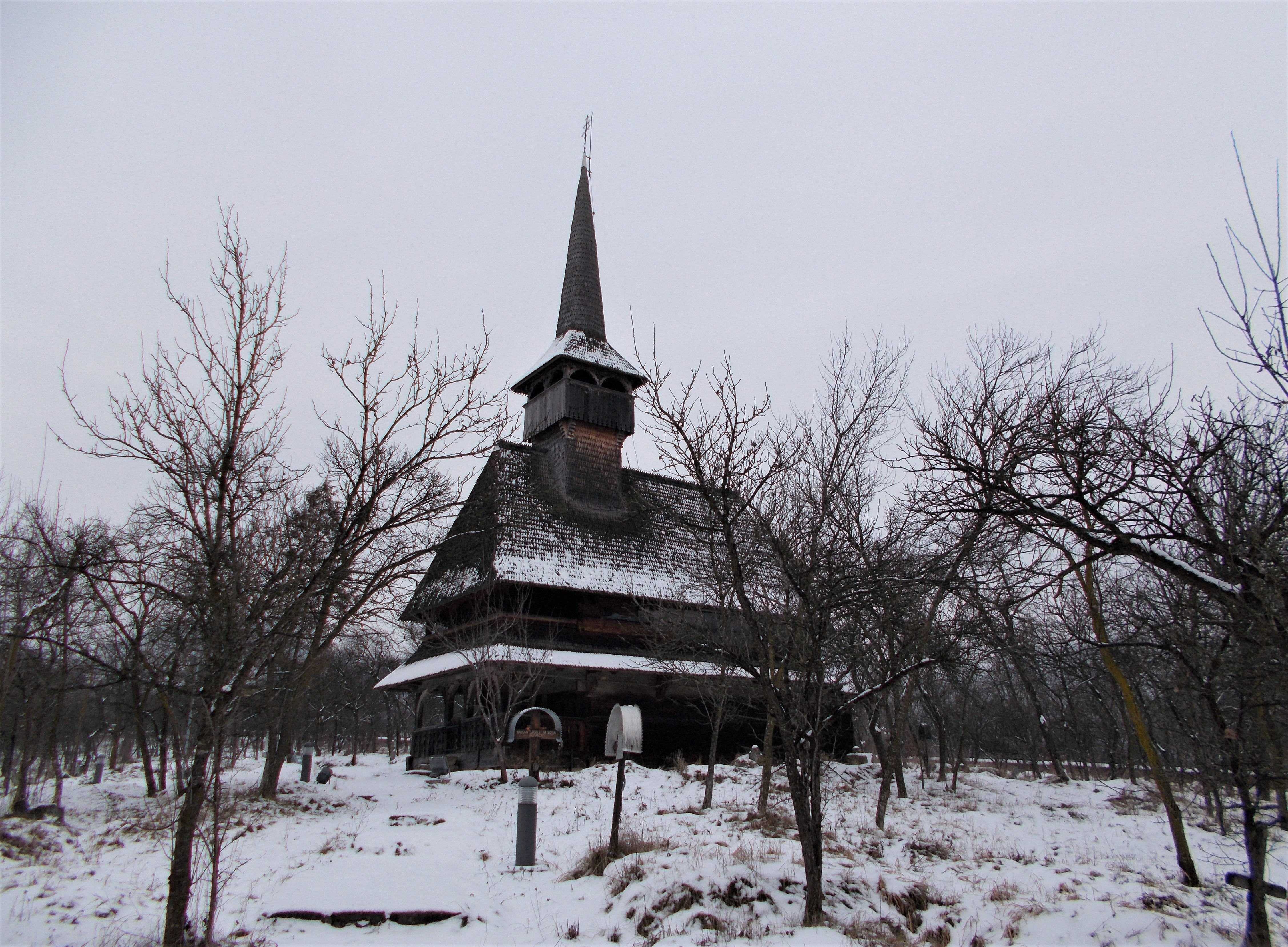
Biserica de lemn din Bârsana

- Biserica de lemn din Călinești Căeni, construcție 1663, monument istoric.
- Biserica de lemn din Bârsana, construcție 1711, monument istoric.
- Biserica de lemn din Bogdan Vodă, construcție 1718, monument istoric.
- Biserica de lemn din Botiza, construcție 1699, monument istoric.
- Biserica de lemn din Sârbi Susani, construcție 1639, monument istoric.
- Biserica de lemn din Sârbi Josani, construcție secolul al XVII-lea, monument istoric.
- Biserica de lemn din Ieud Deal (patrimoniu UNESCO), construcție secolul al XVII-lea, monument istoric.
- Biserica de lemn din Glod, construcție 1700, monument istoric.
- Biserica de lemn din Ieud Șes, construcție 1712, monument istoric.
- Biserica de lemn din Rozavlea, construcție 1717, monument istoric.
- Biserica de lemn din Șieu, construcție 1760, monument istoric.
- Biserica de lemn din Strâmtura, construcție secolul al XVII-lea, monument istoric.
- Biserica de lemn din Oncești construită în secolul al XVI-lea. În prezent se află la Muzeul Satului Maramureșan din municipiul Sighetu Marmației.
- Biserica de lemn din Poienile Izei (obiectiv inclus pe lista patrimoniului mondial UNESCO), construcție 1632, monument istoric.
- Biserica de lemn din Valea Stejarului, construcție secolul al XVII-lea, monument istoric.
- Biserica de lemn din Săliștea de Sus, Buleni, construcție 1717, monument istoric.
- Biserica de lemn din Larga cu hramul „Sfântul Dumitru”, construcție anul 1771, monument istoric.
- Mănăstirea de călugări din orașul Dragomirești.
- Biserica „Adormirea Maicii Domnului” din Sighetu Marmației, construcție 1892, monument istoric.
- Biserica reformată (Sighetu Marmației), construcție secolul al XIV-lea, monument istoric.
- Biserica „Sf. Carol de Borromeo” din Sighetu Marmației, construcție 1730-1806, monument istoric.
- Biserica ucraineană "Înălțarea Sfintei Cruci" din Sighetu Marmației, construcție 1791-1807, monument istoric.
- Mănăstirea Moisei, complex monahal cu biserică de lemn, biserică de zid, chilii, grădini[14].
- Biserica de lemn din Mănăstirea Moisei cu hramul „Adormirea Maicii Domnului”, construcție 1672, monument istoric.
- Biserica de lemn din Poiana Botizii, construcție 1825, monument istoric.
- Biserica "Sf. Apostoli Petru și Pavel" din Săcel, construcție 1909, monument istoric.
- Muzeul Etnografic al Maramureșului, Muzeul Satului Maramureșean și Muzeul Culturii Evreiești din Sighetu Marmației.
- Muzeul țărăncii române din orașul Dragomirești.
- Atelierul de lucru și cuptorul olarului Tănase Burnar (fiul renumitului meșter olar Tanase Cocean), ultimul meșter care lucrează ceramică de Săcel[15].
- Ariile protejate: Parcul Natural Munții Maramureșului, Parcul Național Munții Rodnei.